# Demokratisk socialism
Demokratisk socialism är ingen tydligt avgränsad politisk teori utan ett uttryck som ges olika innebörd av olika forskare och politiska grupperingar. Detta kan delvis förklaras med olika tolkning av de ingående begreppen demokrati och socialism.
Det som av olika uttolkare definieras som demokratisk socialism kännetecknas av att man eftersträvar:
- Gemensamt (icke-privat) ägande av viktiga produktionsmedel.[1] När det gäller vad som ska ägas gemensamt och i vilket form detta ska ske (kooperativ, statligt ägande etc.) finns olika uppfattningar.
- Demokratisk kontroll av samhällets prioriteringar och de gemensamt ägda resurserna.[1] När det gäller formen för utövandet av denna kontroll finns olika uppfattningar, som bland annat inbegriper parlamentarisk demokrati och direktdemokrati genom olika typer av råd.

Ofta framhålls demokratisk socialism som något väsensskilt från den centralstyrda socialism som förknippas med till exempel Folkrepubliken Kina eller Stalintidens Sovjetunionen.
Vad gäller formen för övergång från dagens kapitalistiska samhälle till en framtida demokratisk socialism finns olika uppfattningar.

## Politiska grupperingar och partier
Det tidiga 1900-talets socialistiska ledare och debattörer (bl.a. Vladimir Lenin, Karl Kautsky och Rosa Luxemburg) framförde olika uppfattningar om innebörden av "socialistisk demokrati" och dess förhållande till "proletariatets diktatur".
En rad olika politiska grupperingar med sinsemellan olika analyser och mål kallar sig idag demokratiskt socialistiska. Det svenska socialdemokratiska partiet beskriver på sin webbplats att "fria och jämlika människor i ett solidariskt samhälle är den demokratiska socialismens mål" och den socialdemokratiska synen på demokratisk socialism har utvecklats av bland andra Olof Palme, Göran Greider och Hasse Bengtsson.
Även det svenska Vänsterpartiet kallar sig demokratiskt socialistiskt, liksom grupper som uttryckligen bygger på Karl Marx.
I USA finns exempelvis organisationen Democratic Socialists of America. Den demokratiske senatorn Bernie Sanders, som var kandidat senast vid presidentvalet 2020, kallar sig demokratisk socialist.

## Forskare och akademiska debattörer
Den svensk-amerikanske filosofiprofessorn Martin Hägglund argumenterar i sin uppmärksammade bok "Vårt enda liv" för det han kallar demokratisk socialism, vars utgångspunkt skulle vara att värde och rikedom mäts i termer av socialt tillgänglig fri tid som individer och kollektiv själva förfogar över. Han hänvisar till bland andra Friedrich Hegel, Karl Marx och Martin Luther King Jr. och förespråkar gemensamt ägande av produktionsmedlen, produktion som inte styrs av profit och gemensamma beslut om vad som ska produceras och hur detta ska ske.
Den svenske filosofiprofessorn Torbjörn Tännsjö betecknar sig själv som "vänster" men ställer sig i en recension frågande till Hägglunds modell för socialistisk demokrati: "..hur tänker sig Hägglund, mera i detalj, formerna för demokratin, nationell och global? Representativ eller direkt? Proportionell eller i majoritetsform?"
Den österrikiske nationalekonomen och filosofen Friedrich Hayek menade, enligt Martin Hägglund, att demokratisk socialism är omöjlig, eftersom alla former av socialism kräver någon form av centralplanering som organiseras i en hierarkisk odemokratisk struktur. Den svenske statsvetaren Bo Rothstein skriver 2008 om demokratisk socialism som ett historiskt misslyckande och menar att vänstern inte kunnat presentera någon hållbar idé om hur den kapitalistiska ekonomiska ordningen ska kunna ersättas med något annat eller hur en fungerande ekonomisk demokrati skulle kunna se ut.

## Diskussion om förhållandet mellan socialdemokrati och demokratisk socialism
Trots att demokratiska socialister ofta varit aktiva i socialdemokratiska partier (vilka idag skulle karaktäriseras som demokratiskt socialistiska) rör det sig enligt vissa bedömare om väsensskilda politiska teorier. Demokratiska socialister är enligt det synsättet inte exklusivt hängivna för en klassisk kapitalistisk blandekonomi på samma vis som socialdemokrater. Det räcker för demokratiska socialister att produktionsmedlen ägs gemensamt, och de önskar inte, likt marxister, att utveckla samhället bortom produktionssättet i sin helhet.[källa behövs] Denna typ av demokratiska socialister anser att kapitalismen behöver förändringar bortom att enbart göra det existerande mer humant. Ingen av dessa mål eftersträvas av socialdemokrater, vilka istället önskar administrera det kapitalistiska produktionssättet på ett mer humant vis.

## Europeiska rötter och svensk utveckling
Socialdemokratin i Sverige var initialt ett projekt för demokratisk socialism, precis som med andra socialdemokratiska partier ute i Europa. Med figurer som  Kautsky, Bernstein och Lassalle i förgrunden. I takt med att decennierna gick, och socialdemokratin lämnade tankarna kring ett församhälleligande av produktionsmedlen bakom sig, har högerflanken (socialdemokrater) inom de svenska Socialdemokraterna alltmer kommit att dominera, och vänsterblocket har varit på reträtt (demokratiska socialister).  Särskilt i takt med östblockets fall. Båda strömningarna finns dock kvar inom partiet.

## Fotnoter
1. 1 2 3  Torbjörn Tännsjö. ”Recension av Martin Hägglund: Vårt enda liv”. Tidskrift för politisk filosofi nr 3 2020. https://www.politiskfilosofi.se/extra/tannsjo_nov_2020/tannsjo_recension_hagglund.pdf. Läst 7 juni 2021.
2. ↑  ”Demokrati bortom politiken. En begreppshistorisk analys av demokratibegreppet inom Sveriges socialdemokratiska arbetareparti 1919 – 1939”. Bokförlaget Atlas. sid. 78-79. https://www.diva-portal.org/smash/get/diva2:606467/FULLTEXT01.pdf. Läst 7 juni 2021.
3. 1 2  ”Ideologi - den demokratiska socialisten”. www.socialdemokraterna.se. 26 september 2022. https://www.socialdemokraterna.se/vart-parti/om-partiet/ideologi. Läst 2 maj 2023.
4. ↑  ”Olof Palme - Därför är jag demokratisk socialist”. https://www.youtube.com/watch?v=7V7IqUjFcoQ. Läst 30 maj 2021.
5. ↑  ”Därför demokratisk socialism”. dalademokraten.se. 29 november 2016. https://www.dalademokraten.se/artikel/darfor-demokratisk-socialism. Läst 30 maj 2021.
6. ↑  ”Hasse Bengtsson (S): Jag är en stolt demokratisk socialist”. Ystadsallehanda. 10 oktober 2020. https://www.ystadsallehanda.se/insandare/hasse-bengtsson-s-jag-ar-en-stolt-demokratisk-socialist-c6581c79/. Läst 30 maj 2021.
7. ↑  Jonas Sjöstedt (21 december 2018). ”Vi behöver en djupare debatt om vad vi menar med socialism”. Vänsterpartiet. Arkiverad från originalet den 17 maj 2021. https://web.archive.org/web/20210517224404/https://www.vansterpartiet.se/debatt/vi-behover-en-djupare-debatt-om-vad-vi-menar-med-socialism/. Läst 2 juni 2021.
8. ↑  ”Internationell demokratisk socialism – Trotskijs kamp mot Stalin”. Rättvisepartiet socialisterna. https://rsstudier.wordpress.com/trotskism-historiskt/. Läst 31 maj 2021.
9. ↑  ”What is Democratic Socialism?” (på amerikansk engelska). Democratic Socialists of America (DSA). https://www.dsausa.org/about-us/what-is-democratic-socialism/. Läst 2 juni 2021.
10. ↑  Company, Tampa Publishing. ”We are actual Democratic Socialists, and here is what we believe | Column” (på engelska). Tampa Bay Times. https://www.tampabay.com/opinion/2021/04/01/we-are-actual-democratic-socialists-and-here-is-what-we-believe-column/. Läst 2 juni 2021.
11. ↑  Haltiwanger, John. ”Here's the difference between a 'socialist' and a 'democratic socialist'” (på amerikansk engelska). Business Insider. https://www.businessinsider.com/difference-between-socialist-and-democratic-socialist-2018-6. Läst 2 juni 2021.
12. 1 2  Hägglund, Martin (2020). Vårt enda liv. Sekulär tro och andlig frihet. Volante. sid. 338, 346 ff
13. ↑  http://www.rothstein.dinstudio.se/files/Demokratisk_Socialism.pdf
14. 1 2  ”Democratic Socialism Isn’t Social Democracy” (på amerikansk engelska). jacobinmag.com. https://jacobinmag.com/2018/08/democratic-socialism-social-democracy-nordic-countries. Läst 30 maj 2021.
15. 1 2  Berman, Sheri. ”Can Social Democrats Save the World (Again)?” (på amerikansk engelska). Foreign Policy. https://foreignpolicy.com/2020/01/15/social-democracy-save-world-again-socialism/. Läst 30 maj 2021.
16. ↑  ”Ekonomisk demokrati - vänsterkravet som försvann”. ETC. 25 juni 2018. https://www.etc.se/ekonomi/ekonomisk-demokrati-vansterkravet-som-forsvann. Läst 30 maj 2021.